# ژومپ-سور-سمبر
شهر ژومپ-سور-سمبر (به فرانسوی: Jemeppe-sur-Sambre) در شهرستان نمور  در استان نمور  در منطقه فدرال والوون در کشور بلژیک واقع شده‌است.